# Упенек, Антон Михайлович
Антон Михайлович Упенек (ум. 30 сентября 1938) — русский советский учёный и педагог. Горный инженер. Директор Магнитогорского горно-металлургического института в 1934—1937 годах.

## Биография
Родился в городе Грива-Земгаллен Иллуксткого уезда Курляндской губернии в семье рабочего. Член РСДРП (б) с 1917 года. Окончил Московскую горную академию им. И. В. Сталина.
До 1914 года работал рабочим на Русско-Балтийском вагоностроительном заводе в г. Рига. С 1914 до 1917 служил в царской армии.
В 1923 году заведующий Хозкомбинатом № 2 Губкоммунотдела г. Ново-Николаевск.
Приказом от 13 августа 1934 года был назначен директором Магнитогорского горно-металлургического института (МГМИ, ныне Магнитогорский государственный технический университет, МГТУ) — таким образом, став первым руководителем института в его истории (по другой трактовке — директорами института к тому моменту уже успели побывать М. И. Кузьмицкая и И. Д. Сафронов, хотя 1934 год является официальной датой основания МГМИ, поскольку до этого он существовал как чисто формальное объединение различных филиалов свердловских вузов под общим названием горно-металлургического института).
В сентябре 1934 года к занятиям в институте приступило 233 студента. Антон Михайлович заботился о расширении материальной базы института: в 1936 году переехал в здание бывшей школы. Существовали кафедры химии, высшей математики, физики, социально-экономических наук. К тому же времени в институте училось уже 302 студента и трудилось 17 преподавателей. Первый выпуск состоялся в 1937 году, однако сам Упенек этот праздник не застал: некоторым временем ранее в том же году он был смещён с поста директора института и арестован. Его преемником на посту директора стал Алексей Андреевич Безденежных.
Расстрелян 30 сентября 1938 года.